# Schubbige bundelzwam
De schubbige bundelzwam (Pholiota squarrosa) is een paddenstoel uit de familie Strophariaceae. De paddenstoel vestigt zich op levend hout en is een parasiet. Meestal wordt de schubbige bundelzwam aangetroffen van september tot november. Hij groeit in bundels op de wortels en aan de voet van loofbomen, minder vaak op naaldbomen. De zwam brengt veel schade toe aan fruitbomen. 

## Kenmerken

### Uiterlijke kenmerken
Hoed
De hoed heeft een diameter van 4 tot 10 cm. Hij is bij jonge vruchtlichamen bol, maar is later uitgespreid.. De hoed is lichtgeel tot roestbruin en dicht bedekt met roodbruine, schaars uitstekende schubben. De hoed heet geen kleurreactie met KOH.
Steel
De steel is 6 tot 10 cm hoog; 1 tot 1,5 cm dik. De steel is overal even dik en het oppervlak is schubbig. 
Lamellen
De lamellen zijn gelige tot roestbruine staan dicht opeen. Ze zijn aanvankelijk bleekgeel en worden later bruin als de sporen volwassen zijn.
Geur en smaak
Het lichtgele vruchtvlees (trama) smaakt en ruikt naar radijs.
Sporenprint
De sporenprint is roestbruin.

### Microscopische kenmerken
De sporen zijn glad, elliptisch, voorzien van een zeer fijne kiempore en meten 6,5–8 × 4-4,5 µm. Chrysocystidia (Pleurocystidia?) zijn aanwezig en hebben een geheel geel gekleurde inhoud. Cheilocystidia subfusiform tot fusoïd-ventricose of clavaat en meten 43 × 15 µm. Pileipellis is een verweven laag van cilindrische hyfen met knotsvormige tot fusoïd-ventricose eindcellen.

## Waardbomen
Pholiota squarrosa wordt beschouwd als een witrotschimmel, die cellulose als koolstofbron gebruikt en het vermogen heeft om de lignine (aanwezig in hout) af te breken tot koolstofdioxide om toegang te krijgen tot het cellulosemolecuul.
De schimmel kan een grote verscheidenheid aan bladverliezende waardbomen aanvallen, waaronder suikeresdoorn, rode esdoorn, Betula alleghaniensis, papierberk, Fagus grandifolia en Fraxinus americana. Het kan ook coniferen aanvallen, zoals sparren. De schimmel is een secundaire parasiet, in die zin dat hij bomen aanvalt die al verzwakt zijn door een eerdere verwonding of infectie door bacteriën of andere schimmels. Het functioneert ook als een saprobe en kan voedingsstoffen verkrijgen door organisch materiaal in dood hout af te breken.

## Eetbaarheid
De schubbige bundelzwam bevat een op het maag-darmstelsel werkend vergif: sesquiterpeen. Na koken zijn de hoeden wel eetbaar.

## Verspreiding
De schubbige bundelzwam wordt gevonden in Noord-Amerika en Europa. De Noord-Amerikaanse verspreiding strekt zich uit tot in het noorden tot Canada en in het zuiden tot Mexico, waar het uiterlijk beperkt is tot naaldbossen. 
In Nederland is het een algemeen voorkomende soort in bossen, parken en plantsoenen.